# Raül Roviralta i Astoul
Raül Roviralta i Astoul, (París, 1891 — Madrid, 1979), marquès pontifici de Roviralta de Santa Clotilde. Metge, filàntrop i col·leccionista català
Fill de l'indià i empresari Teodor Roviralta i Figueras i de l'argentina Sofia Astoul, visqué a Barcelona a la casa familiar coneguda com el Frare Blanc i es casà amb Clotilde Rocamora Rosés, de la família dels Rocamora, industrials de sabons, i els Rosés, industrials tèxtils.
L'any 1923 Raül Roviralta s'associà amb Ferran Rubió i Tudurí per fundar Laboratoris Andrómaco, empresa que va obtenir un gran èxit amb el tònic Glefina, a base d'oli de fetge de bacallà.
En uns terrenys que havia comprat un any abans a Lloret de Mar, el 1919 va encarregar a Nicolau Maria Rubió i Tudurí l'inici de la construcció dels Jardins de Santa Clotilde, anomenats així en honor a la seva esposa. El 1927 morí Clotilde Rocamora i a l'any següent es tornà a casar amb Odila Arens de Oliveiras, de família brasilera.
Des de 1932 Raül Roviralta va emprendre iniciatives socials com la creació de l'escola d'assistència social per a la dona de Barcelona, o, dins de Lloret, l'impuls d'inciatives per realitzar donacions a vídues amb fills o pescadors empobrits, a més de repartir regals de Reis als infants del poble, tradició que es mantingué fins poc abans de la seva mort l'any 1979. D'acord amb aquesta sensibilitat, durant el període del Bienni Negre (1935) fou conseller d'assistència social de la Generalitat de Catalunya.
El 1937 va publicar Los problemas de asistencia social en la Nueva España, un manifest a favor de la labor benèfica i la caritat organitzada compatible amb el nacionalcatolicisme que vindria. També durant les dècades de 1940 i 1950, en reconeixement d'això i la seva ajuda als nens sense recursos, el 1952 el Vaticà li va atorgar el títol de marquès de Roviralta de Santa Clotilde.
Fou enterrat al panteó familiar del cementiri de Lloret de Mar.